# Ларссон, Эрнст
Эрнст Ларссон (1897—1963) — шведский шахматист.
В составе сборной Швеции серебряный призёр 6-й Олимпиады (1935) в Варшаве.
Трехкратный чемпион Гётеборга (1934, 1937 и 1938 гг.).

## Спортивные достижения
| Год  | Город   | Турнир        | + | − | = | Результат | Место |
| ---- | ------- | ------------- | - | - | - | --------- | ----- |
| 1935 | Варшава | 6-я Олимпиада | 0 | 1 | 1 | ½ из 2    | 2     |